# Rosa Ravella
Rosa Ravella va ser monja al Monestir de Santa Maria de Pedralbes durant el s. XVIII. En aquesta institució va desenvolupar primer la tasca de procuradora i, més endavant, la d’abadessa. Per tant, va tenir un paper clau en la gestió, administració econòmica i relacions externes del Monestir.

## Biografia
Rosa Ravella va ser procuradora per primera vegada durant els dos triennis de sor Maria Teresa Vinyals de la Torre (1752-1755 i 1761-1764) i després va tornar a ser-ho durant el mandat de Sor Antònia Feu (1764-1767). Les seves funcions durant els dos mandats eren quasi les mateixes: administrava les rendes i despeses del monestir, i gestionava el cobrament d’ingressos procedents de fonts diverses (com podria ser els arrendaments de molins, forns, i rendes senyorials). En aquest període va col·laborar amb Joan Sivilla, un procurador extern que va encarregar-se de l’elaboració dels documents comptables del monestir, documents que encara es conserven. L’única documentació que trobem en la qual es menciona  Rosa Ravella en aquest període, a part de la comptabilitat del monestir, és una carta que escriu a Josep Marfany sobre lluïció de censals el 24 de maig de 1764.
Elegida abadessa del monestir de Pedralbes, va exercir el càrrec entre el 13 de setembre de 1780 i el 10 de setembre de 1783. Durant aquest període va supervisar les rendes procedents de les terres i béns del monestir, que incloïen propietats a Pedralbes, Sarrià, Piera i altres localitats, va nomenar batlle de Piera a Ramon Marsà, va fer un registre de les despenses del Monestir en llibres comptables molt detallats amb el suport dels procuradors Antoni Servià i Francesc Bavores i va mantenir correspondència amb altres autoritats eclesiàstiques com podria ser l’Abat del Monestir de Montserrat, Ildefons Escuder, amb el qual va posar-se en contacte per resoldre litigis sobre propietats a Piera.

## Antiga posseïdora

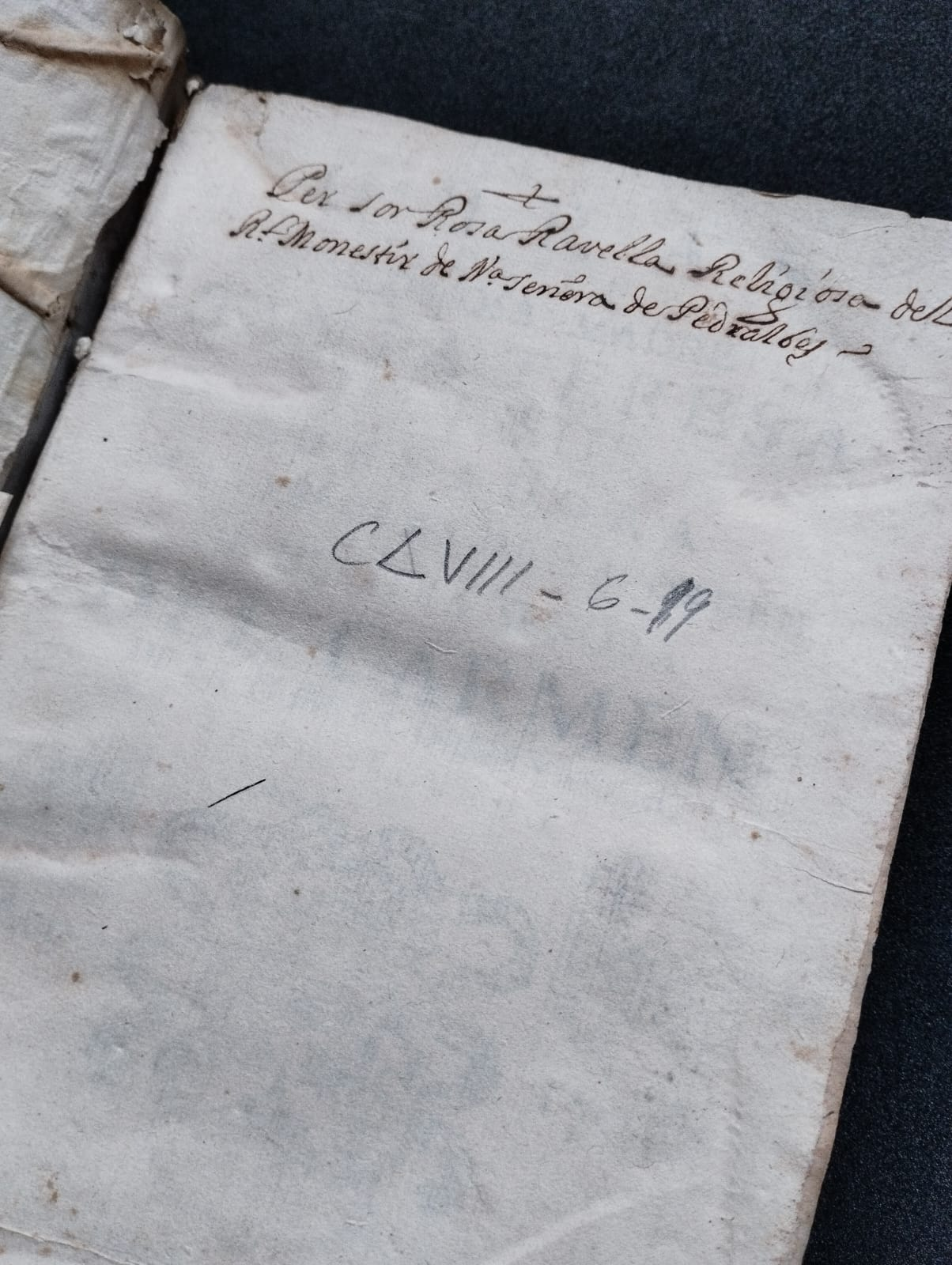
Nota de propietat manuscrita de Rosa Ravella: "[https://marques.crai.ub.edu/ca/posseidor/ravella-rosa-sor-osc/alma:981061111864306706_0

Tenim constància que va posseir el llibre Obras de la gloriosa Madre Santa Teresa de Jesus, fundadora de la Reforma de la Orden de Nuestra Señora del Carmen de la primera Observancia, concretament l'edició impresa a Barcelona per l'impressor Cormellas l’any 1704. Sembla que, en primera instància, aquest exemplar va estar en mans d’un catedràtic de Teologia de la Universitat de Tarragona anomenat Antonio Boër i posteriorment va ser adquirit per sor Rosa, encara que no es desconeix amb certesa quan va succeir el canvi de propietari. El llibre, que és una recopilació de les Obres de Santa Teresa d’Àvila, figura clau en la mística cristiana, inclou diversos escrits teològics, místics i autobiogràfics que reflecteixen les seves experiències espirituals. El llibre està organitzat en diversos apartats: una secció anomenada En el de las Moradas, que consta de set capítols amb diversos subcapítols; una altra secció anomenada En el de las Fundaciones, que inclou 31 capítols; i, per acabar, Conceptos del amor, amb 8 capítols. A més, a l’inici trobem un pròleg. Aquest llibre és, per una banda, una autobiografia espiritual, car Santa Teresa descriu les seves experiències religioses personals i com és el seu camí cap a la unió amb Déu. D’altra banda, és una obra de doctrina espiritual amb diversos rituals, oracions i consells per a la vida religiosa. Aquesta obra és considerada important en la literatura mística i religiosa del Segle d’Or espanyol, combinant profunditat espiritual amb una gran habilitat literària, transcendint així les reflexions de Santa Teresa de l’àmbit religiós a un pensament més filosòfic.

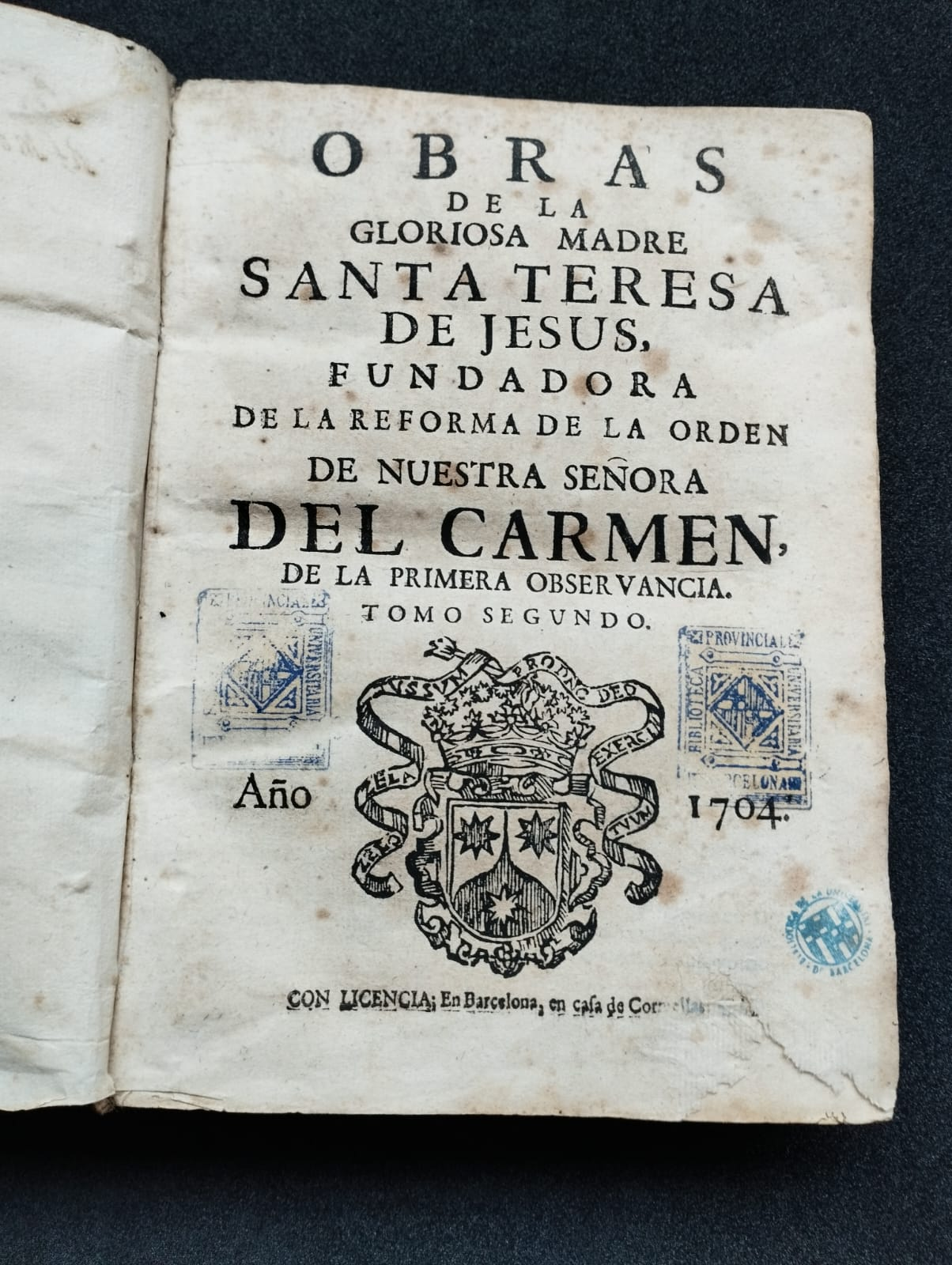
[https://cercabib.ub.edu/permalink/34CSUC_UB/1eiigjf/alma991002100589706708 Obras de la gloriosa Madre Santa Teresa de Iesus... En Barcelona: en casa de Cormellas, 1704.